# DDR-Meisterschaften im Faustball
DDR-Meisterschaften im Faustball wurden von 1950 bis 1990 durchgeführt. Eine Meisterschaft im Feldfaustball der damaligen Ostzone wurde bereits am 21. August 1949 in Leipzig entschieden.

## Auf dem Feld
| Jahr    | 1. Platz                             | 2. Platz                             | 3. Platz                             |
| ------- | ------------------------------------ | ------------------------------------ | ------------------------------------ |
| 1949    | VEB Erfurt                           |                                      |                                      |
| 1950    | KUW Erfurt/Einheit Erfurt            |                                      |                                      |
| 1951    | Einheit Erfurt                       |                                      |                                      |
| 1952    | Einheit Zentrum Leipzig              |                                      |                                      |
| 1953    | Motor West Erfurt                    |                                      |                                      |
| 1954    | Einheit Süd Halle                    | Fortschritt Zittau                   |                                      |
| 1955    | Aktivist Hirschfelde                 |                                      |                                      |
| 1956    | Aktivist Hirschfelde                 | Stahl Leipzig                        |                                      |
| 1957    | Aktivist Hirschfelde                 |                                      |                                      |
| 1958    | Aktivist Hirschfelde                 | SG Wissenschaft Halle                | Chemie Zeitz                         |
| 1959    | Aktivist Hirschfelde                 |                                      |                                      |
| 1960    | ISG Hirschfelde                      | Empor Rudolstadt                     | Motor West Erfurt I                  |
| 1961    | ISG Hirschfelde                      | Fortschritt Zittau                   | Chemie Zeitz                         |
| 1962    | ISG Hirschfelde                      | Chemie Zeitz                         | Fortschritt Zittau                   |
| 1963    | Chemie Zeitz                         | ISG Hirschfelde                      | Empor Rudolstadt                     |
| 1964    | Chemie Zeitz                         | ISG Hirschfelde I                    | Fortschritt Zittau                   |
| 1965    | Chemie Zeitz                         |                                      |                                      |
| 1966    | Chemie Zeitz                         | ISG Hirschfelde                      | Fortschritt Zittau                   |
| 1967    | ISG Hirschfelde                      | Chemie Zeitz                         | Fortschritt Zittau                   |
| 1968    | ISG Hirschfelde                      | Chemie Zeitz                         | Fortschritt Zittau, Medizin Erfurt   |
| 1969    | Chemie Zeitz                         | Motor Greiz                          | ISG Hirschfelde                      |
| 1970    | ISG Hirschfelde                      | Chemie Zeitz                         | Lokomotive Dresden                   |
| 1971    | Fortschritt Zittau                   | ISG Hirschfelde                      | Chemie Zeitz                         |
| 1972    | ISG Hirschfelde                      | Lokomotive Dresden                   | Chemie Zeitz                         |
| 1973    | Chemie Zeitz                         | ISG Hirschfelde                      | Lokomotive Dresden                   |
| 1974    | ISG Hirschfelde                      | Chemie Zeitz                         | SG Görlitz                           |
| 1975    | ISG Hirschfelde                      | Chemie Zeitz                         | Lokomotive Dresden                   |
| 1976    | Chemie Zeitz                         | Lokomotive Dresden                   | ISG Hirschfelde                      |
| 1977    | Lokomotive Dresden                   | Chemie Zeitz                         | ISG Hirschfelde                      |
| 1978    | Lokomotive Dresden I                 | Fortschritt Glauchau                 | Chemie Zeitz                         |
| 1979    | Chemie Zeitz                         | Lokomotive Dresden                   | Fortschritt Glauchau                 |
| 1980    | Chemie Zeitz                         | Lokomotive Dresden                   | ISG Hirschfelde                      |
| 1981    | Lokomotive Dresden                   | ISG Hirschfelde                      | BSG Traktor Bachfeld                 |
| 1982    | BSG Traktor Bachfeld                 | Chemie Zeitz                         | Lokomotive Dresden I                 |
| 1983    | BSG Traktor Bachfeld                 | Lokomotive Dresden I                 | Chemie Zeitz                         |
| 1984    | Lokomotive Dresden                   | Lokomotive „Erich Steinfurth“ Berlin | BSG Traktor Bachfeld                 |
| 1985    | Lokomotive Dresden                   | ISG Hirschfelde                      | Fortschritt Glauchau                 |
| 1985/86 | Lokomotive Dresden                   | Fortschritt Glauchau                 | BSG Traktor Bachfeld                 |
| 1986/87 | BSG Traktor Bachfeld                 | Lokomotive „Erich Steinfurth“ Berlin | Lokomotive Dresden                   |
| 1987/88 | Lokomotive Dresden                   | BSG Traktor Bachfeld                 | Lokomotive „Erich Steinfurth“ Berlin |
| 1988/89 | Lokomotive „Erich Steinfurth“ Berlin | Lokomotive Dresden                   | BSG Traktor Bachfeld                 |
| 1989/90 | Lokomotive „Erich Steinfurth“ Berlin | BSG Traktor Bachfeld                 | Lokomotive Dresden                   |

| Jahr    | 1. Platz                     | 2. Platz                   | 3. Platz                   |
| ------- | ---------------------------- | -------------------------- | -------------------------- |
| 1949    | ZSG Industrie Konsum Leipzig |                            |                            |
| 1950    | RFT Gera                     |                            |                            |
| 1951    | Rotation Dresden             |                            |                            |
| 1952    | Einheit Weimar               |                            |                            |
| 1953    | Rotation Dresden Mitte       |                            |                            |
| 1954    | Rotation Dresden Mitte       | Motor Megu Leipzig         |                            |
| 1955    | Rotation Dresden Mitte       |                            |                            |
| 1956    | Empor Barby                  | Rotation Dresden Mitte     |                            |
| 1957    | Empor Barby                  |                            |                            |
| 1958    | Empor Barby                  | Lokomotive Schwerin        | Lokomotive Köthen          |
| 1959    | Empor Barby                  |                            |                            |
| 1960    | Empor Barby                  | Lokomotive Köthen          | Einheit Rostock            |
| 1961    | Lokomotive Köthen            | SG Leipzig-Eutritzsch      | Einheit Rostock            |
| 1962    | Einheit Rostock              | SG Leipzig-Eutritzsch      | Lokomotive Köthen          |
| 1963    | Energie Görlitz              | Lokomotive Schwerin        | SG Leipzig-Eutritzsch      |
| 1964    | Energie Görlitz              | Motor Rathenow             | ISG Hirschfelde            |
| 1965    | Lokomotive Schwerin          |                            |                            |
| 1966    | SG Görlitz                   | ISG Hirschfelde            | Einheit Rostock            |
| 1967    | ISG Hirschfelde              | SG Görlitz                 | Einheit Rostock            |
| 1968    | ISG Hirschfelde              | SG Görlitz                 | Motor Rathenow             |
| 1969    | ISG Hirschfelde              | SG Görlitz                 | Lokomotive Schwerin        |
| 1970    | Lokomotive Schleife          | ISG Hirschfelde            | SG Görlitz                 |
| 1971    | SG Görlitz                   | ISG Hirschfelde            | TSG Berlin-Oberschöneweide |
| 1972    | SG Görlitz                   | TSG Berlin-Oberschöneweide | ISG Hirschfelde            |
| 1973    | BSG Chemie Weißwasser        | ISG Hirschfelde            | Lokomotive Schwerin        |
| 1974    | SG Görlitz                   | ISG Hirschfelde            | BSG Chemie Weißwasser      |
| 1975    | SG Görlitz                   | BSG Chemie Weißwasser      | ISG Hirschfelde            |
| 1976    | SG Görlitz                   | ISG Hirschfelde            | BSG Chemie Weißwasser      |
| 1977    | SG Görlitz                   | BSG Chemie Weißwasser      | ISG Hirschfelde            |
| 1978    | BSG Chemie Weißwasser        | SG Görlitz                 | Pentacon Dresden           |
| 1979    | BSG Chemie Weißwasser        | SG Görlitz                 | TSG Berlin-Oberschöneweide |
| 1980    | BSG Chemie Weißwasser        | TSG Berlin-Oberschöneweide | Pentacon Dresden           |
| 1981    | BSG Chemie Weißwasser        | Pentacon Dresden           | Lokomotive Schleife        |
| 1982    | BSG Chemie Weißwasser        | TSG Berlin-Oberschöneweide | Lokomotive Schwerin        |
| 1983    | BSG Chemie Weißwasser        | Lokomotive Schwerin        | TSG Berlin-Oberschöneweide |
| 1984    | BSG Chemie Weißwasser        | Lokomotive Schwerin        | SG Görlitz                 |
| 1985    | BSG Chemie Weißwasser        | SG Cossebaude              | Lokomotive Schwerin        |
| 1985/86 | BSG Chemie Weißwasser        | Lokomotive Schwerin        | SG Cossebaude              |
| 1986/87 | BSG Chemie Weißwasser        | Lokomotive Schwerin II     | TSG Berlin-Oberschöneweide |
| 1987/88 | BSG Chemie Weißwasser        | Lokomotive Schwerin        | Rotation Berlin            |
| 1988/89 | TSG Berlin-Oberschöneweide   | BSG Chemie Weißwasser      | Lokomotive Schwerin        |
| 1989/90 | Rotation Berlin              | Lokomotive Schwerin        | TSG Berlin-Oberschöneweide |

## In der Halle
DDR-Meisterschaften in der Halle wurden erst ab 1953 ausgetragen.
| Jahr    | 1. Platz               | 2. Platz                             | 3. Platz                             |
| ------- | ---------------------- | ------------------------------------ | ------------------------------------ |
| 1953    | Motor West Erfurt      | Aktivist Hirschfelde                 | Motor Megu Leipzig                   |
| 1954    | Motor Megu Leipzig     |                                      |                                      |
| 1955    | Motor Megu Leipzig     | Empor Rudolstadt                     |                                      |
| 1956/57 | HSG Wissenschaft Halle |                                      |                                      |
| 1957/58 | Aktivist Hirschfelde   |                                      |                                      |
| 1958/59 | Aktivist Hirschfelde   | HSG Wissenschaft Halle               | Empor Barby                          |
| 1959/60 | Aktivist Hirschfelde   | HSG Wissenschaft Halle               | Empor Barby                          |
| 1960/61 | ISG Hirschfelde        | Fortschritt Glauchau                 | Lokomotive Wittstock                 |
| 1962    | Chemie Zeitz           | Lokomotive Wittstock                 | ISG Hirschfelde                      |
| 1963    | Chemie Zeitz           | ISG Hirschfelde                      | Lokomotive Wittstock                 |
| 1964    | Chemie Zeitz           | ISG Hirschfelde                      | Motor Erfurt West                    |
| 1965    | Chemie Zeitz           | ISG Hirschfelde                      | Motor Erfurt West                    |
| 1966    | ISG Hirschfelde        | Chemie Zeitz                         | Motor Erfurt West                    |
| 1967    | Chemie Zeitz           | ISG Hirschfelde                      | Fortschritt Zittau                   |
| 1967/68 | Chemie Zeitz           | Lokomotive Wittstock                 | ISG Hirschfelde                      |
| 1968/69 | Chemie Zeitz           | ISG Hirschfelde                      | Lokomotive Dresden                   |
| 1969/70 | Chemie Zeitz           | ISG Hirschfelde                      | Lokomotive Dresden                   |
| 1970/71 | ISG Hirschfelde        | Chemie Zeitz                         | Fortschritt Zittau                   |
| 1971/72 | ISG Hirschfelde        | Rotation Dresden                     | Lokomotive Dresden                   |
| 1972/73 | ISG Hirschfelde        | Chemie Zeitz                         | Lokomotive Wittstock                 |
| 1973/74 | ISG Hirschfelde        | Lokomotive Wittstock                 | Chemie Zeitz                         |
| 1974/75 | ISG Hirschfelde        | SG Görlitz                           | Lokomotive Dresden                   |
| 1975/76 | Lokomotive Dresden     | Lokomotive Wittstock                 | Fortschritt Glauchau                 |
| 1976/77 | Lokomotive Dresden I   | Lokomotive Dresden II                | ISG Hirschfelde                      |
| 1977/78 | Lokomotive Dresden II  | Lokomotive Dresden I                 | ISG Hirschfelde                      |
| 1978/79 | Lokomotive Dresden I   | Lokomotive Dresden II                | Fortschritt Glauchau                 |
| 1979/80 | Lokomotive Dresden I   | Lokomotive Dresden II                | Fortschritt Glauchau                 |
| 1980/81 | Chemie Zeitz           | Lokomotive Dresden I                 | ISG Hirschfelde                      |
| 1981/82 | Lokomotive Dresden I   | Lokomotive Dresden II                | ISG Hirschfelde                      |
| 1982/83 | Lokomotive Dresden I   | Fortschritt Glauchau                 | Lokomotive Dresden II                |
| 1983/84 | Lokomotive Dresden I   | ISG Hirschfelde                      | Lokomotive „Erich Steinfurth“ Berlin |
| 1984/85 | Lokomotive Dresden     | Fortschritt Glauchau                 | Lokomotive „Erich Steinfurth“ Berlin |
| 1985/86 | Lokomotive Dresden     | BSG Traktor Bachfeld                 | SG Heidenau                          |
| 1986/87 | Lokomotive Dresden     | BSG Traktor Bachfeld                 | Lokomotive „Erich Steinfurth“ Berlin |
| 1987/88 | Lokomotive Dresden     | Lokomotive „Erich Steinfurth“ Berlin | BSG Traktor Bachfeld                 |
| 1988/89 | BSG Traktor Bachfeld   | Lokomotive Dresden                   | ISG Hirschfelde                      |
| 1989/90 | BSG Traktor Bachfeld   | Lokomotive Dresden                   | Lokomotive „Erich Steinfurth“ Berlin |

| Jahr    | 1. Platz               | 2. Platz                   | 3. Platz                   |
| ------- | ---------------------- | -------------------------- | -------------------------- |
| 1953    | Rotation Dresden Mitte | Motor Megu Leipzig         | Einheit Weimar             |
| 1954    | Rotation Dresden Mitte |                            |                            |
| 1955    | Motor Megu Leipzig     | Lokomotive Schwerin        |                            |
| 1956/57 | Empor Barby            |                            |                            |
| 1957/58 | Empor Barby            |                            |                            |
| 1958/59 | Empor Barby            | Lok Schwerin               | Lokomotive Köthen          |
| 1959/60 | Empor Barby            | Lok Schwerin               | Lokomotive Köthen          |
| 1961    | SG Leipzig-Eutritzsch  | Lokomotive Köthen          | Medizin Weimar             |
| 1962    | Lokomotive Köthen      | Lok Schwerin               | Einheit Rostock            |
| 1963    | Energie Görlitz        | Einheit Rostock            | Motor Rathenow             |
| 1964    | Energie Görlitz        | Motor Rathenow             | ISG Hirschfelde            |
| 1965    | ISG Hirschfelde        | ISG Hirschfelde            | Motor Rathenow             |
| 1966    | Einheit Rostock        | Energie Görlitz            | Motor Rathenow             |
| 1967    | SG Görlitz             | Einheit Rostock            | ISG Hirschfelde            |
| 1967/68 | SG Görlitz             | ISG Hirschfelde            | Einheit Rostock            |
| 1968/69 | SG Görlitz             | ISG Hirschfelde            | Motor Rathenow             |
| 1969/70 | Lokomotive Schleife    | Schiffahrt/Hafen Rostock   | ISG Hirschfelde            |
| 1970/71 | ISG Hirschfelde        | SG Görlitz                 | Lokomotive Schwerin        |
| 1971/72 | ISG Hirschfelde        | SG Görlitz                 | BSG Chemie Weißwasser      |
| 1972/73 | ISG Hirschfelde        | Pentacon Dresden           | SG Görlitz                 |
| 1973/74 | SG Görlitz             | ISG Hirschfelde            | Lokomotive Schwerin        |
| 1974/75 | SG Görlitz             | BSG Chemie Weißwasser      | ISG Hirschfelde            |
| 1975/76 | BSG Chemie Weißwasser  | ISG Hirschfelde            | SG Görlitz                 |
| 1976/77 | BSG Chemie Weißwasser  | ISG Hirschfelde            | SG Görlitz                 |
| 1977/78 | SG Görlitz             | BSG Chemie Weißwasser      | TSG Berlin-Oberschöneweide |
| 1978/79 | BSG Chemie Weißwasser  | Lokomotive Schwerin        | Pentacon Dresden           |
| 1979/80 | BSG Chemie Weißwasser  | TSG Berlin-Oberschöneweide | Pentacon Dresden           |
| 1980/81 | BSG Chemie Weißwasser  | Pentacon Dresden           | Lokomotive Schleife        |
| 1981/82 | BSG Chemie Weißwasser  | Pentacon Dresden           | TSG Berlin-Oberschöneweide |
| 1982/83 | BSG Chemie Weißwasser  | Lokomotive Schwerin        | Pentacon Dresden           |
| 1983/84 | BSG Chemie Weißwasser  | Pentacon Dresden           | Lokomotive Schwerin        |
| 1984/85 | BSG Chemie Weißwasser  | Lokomotive Schwerin        | SG Görlitz                 |
| 1985/86 | BSG Chemie Weißwasser  | Lokomotive Schwerin II     | Lokomotive Schwerin I      |
| 1986/87 | BSG Chemie Weißwasser  | Lokomotive Schwerin II     | Lokomotive Schwerin I      |
| 1987/88 | Lokomotive Schwerin    | BSG Chemie Weißwasser      | TSG Berlin-Oberschöneweide |
| 1988/89 | Lokomotive Schwerin    | TSG Berlin-Oberschöneweide | Rotation Berlin            |
| 1989/90 | Lokomotive Schwerin    | BSG Chemie Weißwasser      | TSG Berlin-Oberschöneweide |